# Almik haitański
Almik haitański (Solenodon paradoxus) – gatunek jadowitego ssaka z rodziny almikowatych. Występuje w lasach i zaroślach na Haiti. Spotykany na plantacjach. Jego długi ryjek, uszy, tylne kończyny i ogon są nagie. Posiada szczeciniastą, jasnobrązową sierść z białą plamką na karku. Prowadzi nadrzewny i naziemny, nocny tryb życia. Żywi się roślinami, padliną, jaszczurkami, żabami, ślimakami i owadami. Żyje parami lub w małych grupach. Ciąża trwa 3 miesiące, samica wydaje na świat 1, rzadziej 2 młode. Almik haitański jest zagrożony wyginięciem i obejmuje go międzynarodowa ochrona.
W 2016 roku odczytano mitochondrialny DNA almika haitańskiego. Różnice między jego informacją genetyczną a mtDNA innych ssaków łożyskowych wskazują, że almiki oddzieliły się od nich jeszcze w późnej kredzie, 78 milionów lat temu i jako odrębna grupa przetrwały wymieranie kredowe. Ponadto badania wspierają hipotezę, że populacje z południa i północy wyspy powinny zostać uznane za oddzielne podgatunki.